# Че-22 «Корвет»

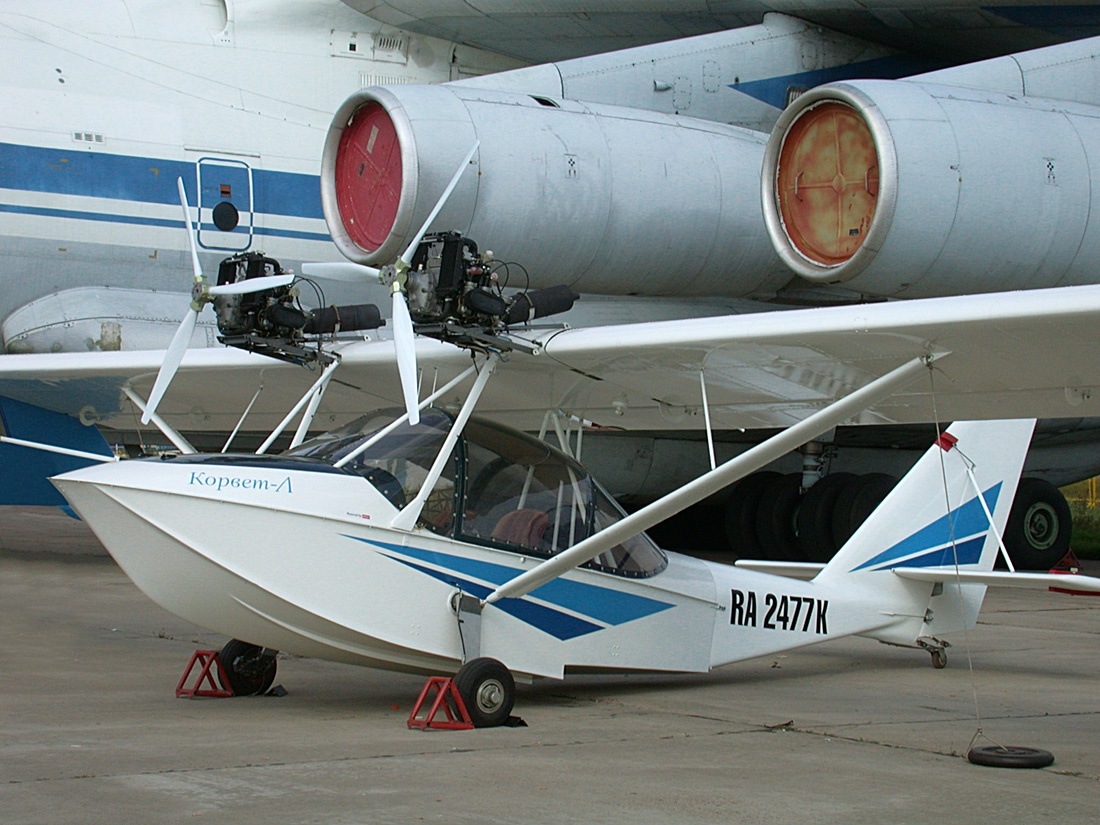
Че-22 Корвет на МАКС-2003

Че-22 «Корвет» — лёгкий самолёт-амфибия.
Разработка конструктора Чернова Бориса Валентиновича, производится фирмой «Гидросамолёт», первый полёт совершил в 1986 году. Гидросамолёт предназначен для морского и речного патрулирования, перевозки пассажиров, почты, груза, багажа. Рассчитан на полёт одного пилота и двух пассажиров с грузом 50 кг.
С 1993 года выпускается компанией «Серебряные крылья» под названием «Корвет». На 2019 год заявлен выпуск ~90 машин. Этой же компанией выпускаются сухопутные варианты самолёта под названиями «Цикада» и СК-04. На 2019 год заявлен выпуск ~21 машины.
С 2005 года выпуск копии Че-22 налажен во Вьетнаме под наименованием VNS-41.

## ТТХ
- Двигатели, количество, мощность: Ротакс-582 2×64 л. с.
- Размах крыла: 10,53 м
- Длина: 7,25 м
- Высота: 2,4 м
- Вместимость: три чел. ×70 кг + по 5 кг личного багажа=225 кг.
- Скорость макс. допустимая: 200 км/час
- Расход топлива: 28 л/час.
- Дальность полёта с учётом: 30 мин. резерва на запасной км. 455

## Лётные происшествия и катастрофы
- 20 июня 1996 г. в 18 ч. 40 мин. местного времени в Калининградском заливе в районе яхт-клуба произошла катастрофа самолёта Че-22 № 02508 ФЛА РФ под управлением КВС пилота-инструктора Самарской ФЛА Шистерова Е. Н.[4].
- 16 июня 1998 г. в 12 ч. 25 мин. (по Гринвичу) в простых метеоусловиях на взлёте произошло авиационное происшествие без человеческих жертв с самолётом Че-22 № 02593 ФЛА РФ. На борту находились 3 человека (КВС и 2 члена экипажа)[5].
- Крушение частного гидросамолета типа «Корвет» на Телецком озере произошло рано утром 14 августа 2006 года и до сих пор остается одной из крупнейших катастроф на озере. Самолет упал в воду примерно в 10 км восточнее поселка Артыбаш. На борту находились пилот и два пассажира. По данным Главного управления МЧС по Республике Алтай, в результате аварии «Корвета» погибли три человека: 40-летний пилот Иван Примеров, его 14-летняя дочь Екатерина и 25-летний сын владельца самолета, предпринимателя из Горно-Алтайска Бориса Карпова, Артем Карпов. Тело Артема было найдено, поиски самолета и остальных тел продолжались более десяти дней и были прекращены ввиду их бесперспективности. Поисково-спасательные работы затруднялись большой глубиной, сильной заиленностью воды, подводным течением. Не помогло даже применение барокамеры и специального оборудования для проведения глубоководных работ. Специалисты полагали, что гидроплан унесло подводным течением.
- 21 августа 2010 г. у села Медведицкое Кимрского района Тверской области при взлете с реки Волга упал и затонул четырехместный гидросамолет Че-22. В результате аварии погиб пилот, трое пассажиров спасены, в том числе его малолетний сын.[6]
- 15 августа 2002 г. Ростовская зона ЕС ОрВД. Гидроплан Че-22, КВС Бабурин, позывной № 02930, ГА (ФЛА). Выполнял полеты в 40 км южнее Астрахани после действия заявки, без уведомления органа ОВД (МДП Астрахани). При выполнении полетов потерпел катастрофу, КВС и два пассажира погибли.
- 26 мая 2013 г. в 20:50 мск возле аэродрома Белевцы в Динском районе Краснодарского края произошла катастрофа самолета Ч-22. На полет был продан флаер, но по версии владельцев аэродрома полет не был санкционирован. Владелец самолета и двое пассажиров погибли.[7]
- 12 сентября 2015 г. в 11:20 в Кабанском районе Бурятии совершил жёсткую посадку самолёт Ч-22 № RA-1783G. Пилот и пассажир получили травмы.[8]
- 19 июня 2016 г. в 30 км от Ханты-Мансийска в районе озера Баклановское протоки Байбалак при взлете с водной поверхности гидросамолет Че-29 не успел набрать достаточную высоту и, задев деревья, упал в лес, а потом загорелся. Погиб владелец воздушного судна, а двое пассажиров получили травмы.[9][10][11][12][13]

## Модификации
Че-22 выпускается в трех модификациях:
- Че-22А
- Че-22Б
- Че-22В